# The Town 2025
The Town 2025 será a segunda edição do festival brasileiro The Town, que será realizado no Autódromo de Interlagos, em São Paulo nos dias 6, 7, 12, 13 e 14 de setembro de 2025.

## História
Em 10 de setembro de 2023, após o encerramento da primeira edição, o festival confirmou uma nova edição do The Town.
Nos dias finais da décima edição do Rock in Rio, a vice-presidente do The Town, Roberta Medina, anunciou as datas da próxima edição do festival, que ocorrerá entre os dias 6 e 14 de setembro de 2025. A programação ainda não foi divulgada.
Os ingressos para o festival estarão disponíveis para venda a partir de 20 de fevereiro de 2025, exclusivamente pela Ticketmaster.

## Line-up
Em 12 de novembro de 2024, Katy Perry foi confirmada como a primeira atração da segunda edição do The Town. A cantora se apresentará em 14 de setembro de 2025 no palco principal, o Skyline.
- Artistas principais de cada noite e palco em negrito.[7]

| - Travis Scott - Don Toliver - Burna Boy - Filipe Ret           | - Lauryn Hill convida YG Marley e Zion Marley - Matuê - MC Cabelinho - Karol Conká convida AJULIACOSTA e Ebony        |
| Domingo, 7 de setembro                                          | |
| - Green Day - Sex Pistols - Bruce Dickinson - Capital Inicial   | - Iggy Pop - Pitty - CPM 22 - Supla & Inocentes                                                                       |
| Sexta-feira, 12 de setembro                                     | |
| - Backstreet Boys - Jason Derulo - CeeLo Green - Jota Quest     | - Luísa Sonza - Pedro Sampaio - Duda Beat - Di Ferrero                                                                |
| Sábado, 13 de setembro                                          | |
| - Mariah Carey - Ivete Sangalo - Jessie J - Natasha Bedingfield | - Lionel Richie - Gloria Groove - Priscilla convida Luccas Carlos e The Ghetto Heart Choir - Os Garotin convida Melly |
| Domingo, 14 de setembro                                         | |
| - Katy Perry - Camila Cabello - J Balvin - Iza                  | - Ludmilla - Dennis convida Tília - Joelma convida Dona Onete, Gaby Amarantos e Zaynara - Jota.Pê convida João Gomes  |

| Palco Factory | Palco Quebrada                                                                     | Palco São Paulo Square                                                                                       | The Tower             |
| Sábado, 6 de setembro                                                                                                 | Sábado, 6 de setembro                                                              | Sábado, 6 de setembro                                                                                        | Sábado, 6 de setembro |
| --- | ---------------------------------------------------------------------------------- | --- | --------------------- |
| - Teto - WIU - Borges - Budah                                                                                         | - MC Hariel - Tasha & Tracie - Batalha da Aldeia: Superliga The Town               | - Stacey Ryan - Joabe Reis - SP Square Big Band com Tony Gordon - SP Square Big Band                         | - Victor Lou & DJ GBR |
| Domingo, 7 de setembro                                                                                                |                                                                                    | |                       |
| - Tihuana - Karina Buhr - Ready to be Hated - The Mönic convida Raidol                                                | - Black Pantera - Punho de Mahin & MC Taya - Batalha da Aldeia: Superliga The Town | - Kamasi Washington - Orquestra Mundana Refugi - SP Square Big Band com Clariana - SP Square Big Band        | - Cat Dealers         |
| Sexta-feira, 12 de setembro                                                                                           |                                                                                    | |                       |
| - TZ da Coronel - Alee - Brô Mc's - Kaê Guajajara                                                                     | - KayBlack - Duquesa - Batalha da Aldeia: Superliga The Town                       | - Snarky Puppy - Leo Gandelman - SP Square Big Band com Alaíde Costa & Claudette Soares - SP Square Big Band | - Dubdogz             |
| Sábado, 13 de setembro                                                                                                |                                                                                    | |                       |
| - Junior Lima - MC Livinho - Chefin - Stefanie                                                                        | - Criolo - Péricles convida Dexter - Batalha da Aldeia: Superliga The Town         | - Jacob Collier - Vanessa Moreno - SP Square Big Band com Annalu & Ricardo Arantes - SP Square Big Band      | - Liu                 |
| Domingo, 14 de setembro                                                                                               |                                                                                    | |                       |
| - Geraldo Azevedo convida Juliana Linhares - Rachel Reis - Felipe Cordeiro - Lambateria Baile Show convida Lia Sophia | - Belo - Orquestra Sinfônica Heliópolis - Batalha da Aldeia: Superliga The Town    | - Jacob Collier - João Bosco Quarteto - SP Square Big Band com Amanda Maria - SP Square Big Band             | - ANNA                |

## Batalha da Aldeia: Superliga The Town
Criada em 2016 por Bob 13 e Giovane Zanardi na Praça dos Estudantes, em Barueri (SP), a Batalha da Aldeia (BDA) tornou-se uma das maiores batalhas de MCs do Brasil, sendo considerada o terceiro maior torneio do tipo no mundo. Além das batalhas presenciais, a BDA expandiu-se para outras mídias, incluindo um canal no YouTube com mais de 4,6 milhões de inscritos, o podcast "Aldeia Cast" e a gravadora Aldeia Records. A BDA é reconhecida por revelar talentos do rap e hip-hop nacional, como Salvador e Kant, e por promover ações sociais e combater discriminações durante suas disputas. 

### Superliga The Town
Em 2025, a Batalha da Aldeia realizará a "Superliga The Town", uma competição especial com 32 MCs convidados de diversas regiões do Brasil. O torneio ocorrerá em formato eliminatório nos quatro primeiros dias do festival (6, 7, 12 e 13 de setembro), com oito MCs competindo em cada data. A grande final será realizada no último dia do evento, 14 de setembro. 

## Amazônia Para Sempre
O projeto Amazônia Para Sempre é uma iniciativa dos organizadores dos festivais The Town e Rock in Rio, com o objetivo de promover a conscientização ambiental e destacar a importância da preservação da floresta amazônica.  Em setembro de 2025, o projeto realizará dois grandes eventos musicais gratuitos em Belém do Pará, antecedendo a COP 30.

### Lineup
| Data       | Local                        | Atrações                                                        |
| ---------- | ---------------------------- | --------------------------------------------------------------- |
| 17/09/2025 | Palco flutuante no Rio Guamá | - Mariah Carey - Dona Onete - Joelma - Gaby Amarantos - Zaynara |
| 20/09/2025 | Estádio do Mangueirão, Belém | - Ivete Sangalo                                                 |

O evento de 17 de setembro contará com um palco flutuante em formato de vitória-régia, instalado no Rio Guamá, simbolizando a integração entre música e natureza. Já o show de Ivete Sangalo ocorrerá no Estádio do Mangueirão, reunindo o público para celebrar a cultura amazônica. 
Além dos espetáculos musicais, o projeto Amazônia Para Sempre investirá R$ 2 milhões em iniciativas locais voltadas para a preservação ambiental e o fortalecimento das comunidades amazônicas.  Seis projetos foram selecionados por meio de edital para receber apoio financeiro e técnico, abrangendo áreas como bioeconomia, desenvolvimento comunitário e empreendedorismo sustentável. 